# Campeonato Regional de Fútbol (Chile)
El Campeonato Regional de Fútbol es un torneo semiprofesional chileno, que fue disputado entre 1949 y 1967 por clubes pertenecientes a la Antigua Provincia de Concepción, además de algunos clubes de otras provincias aledañas como Linares , Cautín, Ñuble y Arauco, entre estos llegaron al profesionalismo Fernández Vial, Huachipato, Naval, Federico Schwager y Minas Lota (que se fusionaron como Lota Schwager), Deportes Temuco, Lister Rossel (que venía del profesionalismo) y Ñublense. En el año 2017 se vuelve a disputar este campeonato regional, pero no para ser retomado, sino para mantener a los equipos eliminados de la fase final del torneo, que estaban inactivos, en ritmo de competencia para el año 2018. El campeón de la 23.º versión fue Naval.

## Historia

### Inicio y primeros años del torneo
En enero de 1949 se propone realizar un torneo regional que reuniese a las distintas asociaciones de la Región del Biobío, con el objetivo de fortalecer la competencia local frente al avance del campeonato de Primera División de la Asociación Central de Fútbol, varias asociaciones del sur del país decidieron dar forma al Campeonato Regional de Fútbol, que en su primera versión contó con la participación de los clubes Fernández Vial, Lord Cochrane, Universitario, Victoria de Chile,  Caupolicán, Galvarino e Industrial de la ciudad de Concepción; Naval, Gold Cross, Gente de Mar de Talcahuano; Marcos Serrano, Fiap, Carlos Werner representando a Tomé; Coquimbo Crav, Deportivo Vipla y Minerales de la ciudad de Penco. Finalmente, el campeón de la primera edición del torneo fue Naval de la comuna de Talcahuano.
Los siguientes años del Torneo Concentro la atención futbolística de importantes ciudades de la zona. Participaron equipos de Linares, Chillán, Concepción, Coronel, Lota, Talcahuano, Penco, Lirquén, Tomé, Los Ángeles, Temuco y Victoria. Todas las grandes empresas de la zona industrial tenían sus representantes. Además, estaban presentes los mineros del carbón, los acereros, los telares, los náuticos, los ferroviarios, los loceros y los universitarios.
Es menester señalar que si bien en un comienzo el Campeonato Regional tuvo un carácter principalmente amateur, con el transcurso de los años la mayor parte de los clubes pagaba remuneraciones a sus jugadores, ya sea de forma directa o a través de la asignación de puestos de trabajo en las empresas e instituciones que apoyaban a cada equipo.

### Años 1950
En su segunda edición del torneo de 1950 el campeón fue Marcos Serrano, venciendo a su similar Lord Cochrane con resultado de 3 a 2, en vibrante partido en el estadio de Tomé a capacidad máxima de público. Para celebrar su triunfo disputó posteriormente un partido con Unión Española, equipo de futbol profesional que terminó en segundo lugar en la Primera División de Chile de ese mismo año, al que derroto por 3 goles a 1 en el Estadio Municipal de Concepción hoy Ester Roa.
En 1952 debido al gran nivel exhibido de Naval durante el periodo del Campeonato, la Federación de Fútbol de Chile designó a Naval equipo olímpico, esto, para representar a Chile en los Juegos Olímpicos de Helsinki 1952, en Finlandia, donde enfrentó a la selección de fútbol de Egipto, con un resultado final de 4-5 en contra. Ésta fue una designación que jamás volvió a honrar a un equipo nacional.
| 16 de julio de 1952 19:00 | Egipto                                         | 5:4 (2:2) | Chile                      | Kotkan Urheilukeskus, Kotka                                   |                                                               |
|                           | Elfar 27' · Mechaury 43' · Eldizwi 66' 75' 80' | Reporte   | Jara 7' 78' · Vial 14' 88' | Asistencia: 5 354 espectadores Árbitro(s): John Nilsson (SWE) | Asistencia: 5 354 espectadores Árbitro(s): John Nilsson (SWE) |

En diciembre de 1953, el campeón vigente "Naval de Talcahuano" enfrentó a Colo-Colo que en dicho año se había consagrado como campeón del fútbol profesional y que contaba en su plantel con el portero Misael Escuti y Jorge Robledo, repatriado desde Inglaterra por el club albo. Ante cinco mil personas en la ciudad de Angol, Naval ganó por 3 a 2 con goles de Ernesto Saavedra, Domingo Pillado y José Saavedra en los descuentos, demostrando el potencial del futbol en el campeonato regional.
Si bien en un comienzo el Campeonato Regional de Concepción tuvo un carácter amateur, con el transcurso de los años la competencia se fue tornando semi-profesional, logrando un gran nivel en lo futbolístico, esto, debido a que la mayor parte de los clubes comenzó a remunerar a sus jugadores, ya sea de forma directa o a través de la asignación de puestos de trabajo en las empresas e instituciones que respaldaban a cada equipo. Esto acrecentó el interés de otros equipos como Ñublense y Deportes Temuco para integrarse al torneo, y es que era difícil abstraerse del fervor popular generado por el fútbol de esos años, en especial de la rivalidad Talcahuano-Concepción, prueba de ello es el que los partidos de Naval con Fernández Vial fueron verdaderos clásicos con públicos desbordantes sobre las 10 mil personas. En 1957 con la victoria navalina de 4 goles a 2 sobre los vialinos en la cancha El Morro, se registró el récord de asistencia de 13.540 personas pagadas y $1.706.665.- la recaudación, mientras que en 1960, se registró el mayor público y taquilla en la historia del campeonato regional con un público anual de 444.557 personas y una recaudación sobre los 160 millones de pesos. Al término de este torneo, hubo consenso para señalarlo como el de mejor calidad de todos.
A finales de la década de 1950, Fernández Vial se consagró bicampeón en 1958 y 1959 del Campeonato regional de futbol y, para el 4 de enero de este último año enfrentó en un amistoso a Santiago Wanderers de Valparaíso, vigente campeón de la Primera División de la ACF, partido que terminó con un resultado abultado por 6 a 1 a favor de los aurinegros.
Debido al gran éxito que estaba teniendo el campeonato durante esos años, la Asociación Central de Fútbol invito a Fernández Vial y Naval de Talcahuano a participar en la primera edición de la Copa Chile en 1958 y 1959, los cuales no tuvieron destacadas actuaciones en el certamen, siendo ambos eliminados en primera ronda.

### Años 1960 y desaparición del Campeonato

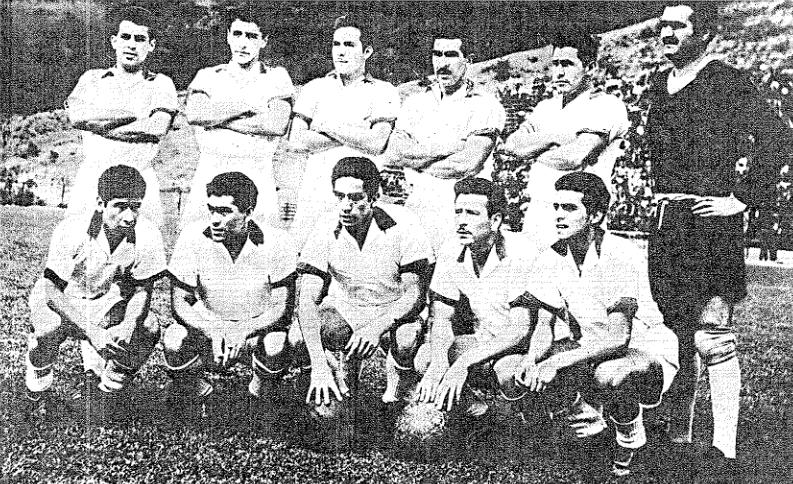
Formación de Deportes Temuco que se coronó campeón del Campeonato Regional del año 1961.

Pese a que estos equipos eran amateurs o semiprofesionales, sostuvieron importantes encuentros con selecciones de jerarquía mundial. Así fue como en los primeros años de la década de 1960, los principales equipos del torneo, Vial y Naval, fueron dignos rivales de equipos que contaban en sus filas con los mejores futbolistas del orbe de esa época. Los ferroviarios enfrentaron en la inauguración del Estadio Las Higueras, a la Selección de fútbol de Hungría que se preparaba para participar en la Copa Mundial de Fútbol de 1962 a realizarse en Chile, y que contaba en sus filas a algunos notables de la selección subcampeona del mundo de 1954, como Tichy y Grosics. Por su parte, los náuticos recibieron en el Estadio El Morro al Santos de Brasil comandada por el Rey Pelé, y que acababa de ganar la Copa Intercontinental de Clubes.
A principios de los años de 1960 se destacan las grandes participaciones de los clubes de las comunas de Coronel, Lota y Penco, obteniendo sus primeros títulos del campeonato regional de futbol. Además, de la obtención del primer título para la Araucanía ganado por Deportes Temuco en 1961, siendo este el primero de otra región que no fuera del Biobío.
En 1963 Coquimbo Crav se consagró campeón por primera vez, lo que le dio un pase para participar en representación de chile en el Primer Torneo Confraternidad Sudamericana “Dr. Chávez Miranda” (torneo de equipos de provincias) jugado en las ciudades de Paysandú y Salto en los meses de febrero y marzo. Jugaron representaciones de Bahía Blanca de Argentina, Gral. Oviedo de Paraguay y la Selección de O.F.I. de Uruguay.

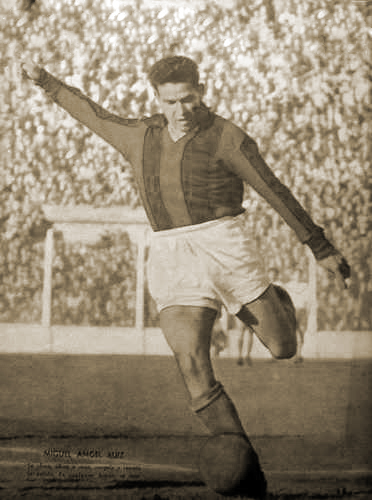
El argentino Miguel Ángel Ruiz jugó por Fernández Vial en 1966.

Durante la década, los equipos de la zona contaron con jugadores de renombre en sus planteles, como el argentino Miguel Ángel Ruiz campeón de la Primera División de Argentina con San Lorenzo en 1959, quien tuvo pasos por Huachipato y Fernández Vial.Además, de los jugadores navalinos Ernesto Saavedra, Arnoldo Weber, Isaac Carrasco y Sergio González quienes fueron llamados a integrar la selección nacional, mientras que Óscar Cifuentes y Juan Torres, formaron parte de la selección chilena panamericana de 1963 y preolímpica de 1964.
Pese a que varios equipos animadores del torneo contaran con jugadores importantes en sus filas, varios clubes se desvincularon del campeonato regional debido a la aceptación por parte de la Asociación Central de Fútbol para participar en el profesionalismo del futbol chileno, Esto llevó al desinterés en el futbol regional y posteriormente a su declive, finalmente en 1967 se disputó la última temporada del Campeonato Regional de Fútbol siendo Naval de Talcahuano campeón de la última edición.

### Actual torneo de verano del Biobío
En 2017 se decide realizar un torneo de verano en la Región del Biobío, con el fin de dar rodaje a los equipos de la zona que va a disputar los campeonatos de la Asociación Nacional de Fútbol Amateur, siendo un hexagonal conformado por Colegio Quillón, CSD Concepción, Deportivo Santa Juana, Deportes Tomé, Lota Schwager y República Independiente de Hualqui. El campeonato llevó por nombre Hexagonal del Biobío, fue jugado en dos ruedas con un sistema de todos-contra-todos, durante los meses de octubre a diciembre, las llaves de semifinales se jugaron durante ese último mes.
El campeón fue Deportes Tomé, quien se adjudicó su primer título en este torneo tras vencer a la República Independiente de Hualqui 3 a 2 en la final jugada en el estadio Ester Roa Rebolledo.

## Historial
| Temporada                         | Campeón                                      | Subcampeón                                   |
| Campeonato Regional de Concepción | Campeonato Regional de Concepción            | Campeonato Regional de Concepción            |
| --------------------------------- | -------------------------------------------- | -------------------------------------------- |
| 1949                              | Naval                                        | Marcos Serrano                               |
| 1950                              | Marcos Serrano                               | Lord Cochrane                                |
| 1951                              | Naval                                        | Caupolicán                                   |
| 1952                              | Naval                                        | Lord Cochrane                                |
| 1953                              | Naval                                        | Fanaloza                                     |
| 1954                              | Naval                                        | Fiap                                         |
| 1955                              | Naval                                        | Huachipato                                   |
| 1956                              | Huachipato                                   | Naval                                        |
| 1957                              | Naval                                        | Fernández Vial                               |
| 1958                              | Fernández Vial                               | Naval                                        |
| 1959                              | Fernández Vial                               | Naval                                        |
| 1960                              | Schwager                                     | Naval                                        |
| 1961                              | Deportes Temuco                              | Lota                                         |
| 1962                              | Universitario                                | Lota                                         |
| 1963                              | Coquimbo Crav                                | Lota                                         |
| 1964                              | Huachipato                                   | Naval                                        |
| 1965                              | Schwager                                     | Coquimbo Crav                                |
| 1966                              | Coquimbo Crav                                | Naval                                        |
| 1967                              | Naval                                        | Coquimbo Crav                                |
| 1968                              | Coquimbo Crav                                | Deportes Angol                               |
| 1969                              | Lota Schwager                                | Huachipato                                   |
| 1970                              | Coquimbo Crav                                | Mulchén Unido                                |
| 1971 - 2016                       | No se disputo por la desaparición del torneo | No se disputo por la desaparición del torneo |
| Hexagonal Bio Bio                 |                                              |                                              |
| 2017                              | Deportes Tomé                                | Independiente de Hualqui                     |
| 2018                              | Independiente de Hualqui                     | Nacimiento CDSC                              |
| Octagonal Bio Bio                 |                                              |                                              |
| 2020 - 2021                       | Cancelado por la Pandemia de COVID-19        | Cancelado por la Pandemia de COVID-19        |
| 2022                              | Lota Schwager                                | Malleco Unido                                |
| 2023                              | Deportes Naval                               | Lota Schwager                                |
| 2024                              | Deportes Naval                               | Deportes Valdivia                            |
| 2025                              | Lota Schwager                                | Deportes Naval                               |

## Palmarés

### Títulos por equipo
| Club                     | Titulos | Subtitulos | Temporadas Campeón                             | Temporadas Subcampeón              |
| ------------------------ | ------- | ---------- | ---------------------------------------------- | ---------------------------------- |
| Naval                    | 8       | 6          | 1949, 1951, 1952, 1953, 1954, 1955, 1957, 1967 | 1956, 1958, 1959, 1960, 1964, 1966 |
| Lota Schwager            | 5       | 4          | 1960, 1965, 1969, 2022, 2025                   | 1961, 1962, 1963, 2023             |
| Coquimbo Crav            | 4       | 2          | 1963, 1966, 1968, 1970                         | 1965, 1967                         |
| Huachipato               | 2       | 2          | 1956, 1964                                     | 1955, 1969                         |
| Fernández Vial           | 2       | 1          | 1958, 1959                                     | 1957                               |
| Deportes Naval           | 2       | 1          | 2023, 2024                                     | 2025                               |
| Marcos Serrano           | 1       | 1          | 1950                                           | 1949                               |
| Independiente de Hualqui | 1       | 1          | 2018                                           | 2017                               |
| Deportes Temuco          | 1       | 0          | 1961                                           |                                    |
| Universitario            | 1       | 0          | 1962                                           |                                    |
| Deportes Tomé            | 1       | 0          | 2017                                           |                                    |
| Lord Cochrane            | 0       | 2          |                                                | 1950, 1952                         |
| Caupolicán               | 0       | 1          |                                                | 1951                               |
| Fanaloza                 | 0       | 1          |                                                | 1953                               |
| Fiap                     | 0       | 1          |                                                | 1954                               |
| Deportes Angol           | 0       | 1          |                                                | 1968                               |
| Mulchén Unido            | 0       | 1          |                                                | 1970                               |
| Nacimiento CDSC          | 0       | 1          |                                                | 2018                               |
| Malleco Unido            | 0       | 1          |                                                | 2022                               |
| Deportes Valdivia        | 0       | 1          |                                                | 2024                               |

### Títulos por Ciudad
| Comuna     | Campeonatos | Clubes                                  |
| ---------- | ----------- | --------------------------------------- |
| Talcahuano | 12          | Naval I (8) Huachipato (2) Naval II (2) |
| Coronel    | 4           | Lota Schwager (4)                       |
| Penco      | 4           | Coquimbo Crav (4)                       |
| Concepción | 3           | Fernández Vial (2) Universitario (1)    |
| Tomé       | 2           | Marcos Serrano (1) Deportes Tomé (1)    |
| Temuco     | 1           | Deportes Temuco (1)                     |
| Hualqui    | 1           | Independiente de Hualqui (1)            |

## Clásicos

### Clásicos del Regional
- Clásico Regional, entre Naval de Talcahuano vs Fernández Vial: 38 partidos entre los años 1949 y 1967

- Clásico Chorero, entre Huachipato vs Naval de Talcahuano: 24 partidos entre los años 1953 y 1964

- Clásico Tomecino, entre Fiap vs Marcos Serrano: 28 partidos entre los años 1949 y 1962

- Clásico Penquista, entre Fernández Vial vs Lord Cochrane: 32 partidos entre los años 1949 y 1965

- Clásico Pencón,[9] entre Coquimbo Crav vs Fanaloza: 12 partidos entre 1949-1953 y 1965-1966

- Clásico Carbonífero, entre Minas de Lota vs Federico Schwager: 33 partidos entre los años 1950 y 1965

- Clásico de Lirquén,[9] entre Deportivo Vipla vs Minerales: 8 partidos entre 1950 y 1953

### Otros Clásicos
- Clásico entre Naval de Talcahuano vs Marcos Serrano

- Clásico entre Fernández Vial vs Caupolicán de Chiguayante

- Clásico entre Lord Cochrane vs Universitario

- Clásico entre Lota Schwager vs Naval de Talcahuano

- Clásico entre Huachipato vs Fernández Vial

- Clásico entre Lota Schwager vs Coquimbo Crav

- Clásico entre Naval de Talcahuano vs Gente de Mar